# Konrad Wolf
Pour les articles homonymes, voir Wolf.
Konrad Wolf, né le 20 octobre 1925 à Hechingen et mort le 7 mars 1982 à Berlin-Est, est un cinéaste de la République démocratique allemande.

## Biographie

### Une jeunesse partagée
Konrad Wolf est le fils du médecin et dramaturge juif communiste Friedrich Wolf, ainsi que le frère de Markus Wolf, chef du service des renseignements extérieurs de la RDA,.
Il quitte avec les siens l'Allemagne pour Moscou lorsque les nazis arrivent au pouvoir en 1933. À l'âge de 11 ans, Wolf joue un petit rôle dans Kämpfer (Combattants) réalisé par Gustav von Wangenheim,. En 1936, la famille adopte la citoyenneté soviétique.
En 1942, il rejoint l'Armée rouge, au sein de laquelle il sert notamment d'interprète et de traducteur pour le travail d'éducation vis-à-vis des prisonniers de guerre allemands. En avril 1945, il est nommé commandant soviétique de la ville de Bernau pendant une journée. Il participe à la libération du camp de concentration de Sachsenhausen et de la ville de Berlin en 1945. Profondément marqué par ces événements, il les mettra plus tard en images dans son film de 1968 J'avais 19 ans (Ich war neunzehn), dans lequel il  s'interroge sur sa double culture et la difficile acceptation de sa « part allemande ».
Après la guerre, il travaille au département culturel l'administration militaire soviétique à Halle, responsable du cinéma, du théâtre et des spectacles de variétés. Il est démobilisé avec le grade d'Oberleutnant en décembre 1946 et est employé ensuite à Berlin à la Maison de la culture de l'URSS, entre 1947 et 1949. Dans le même temps, il suit les cours du soir de l'administration militaire soviétique de Berlin-Karlshorst et obtient son Abitur. Il prend la nationalité de RDA en 1952, mais restera toute sa vie fidèle à l'Union soviétique et œuvrera pour l'amitié germano-russe.

### Carrière cinématographique
En 1949, Wolf retourne à Moscou où il suit les cours de l'Institut national de la cinématographie (VGIK). Puis de retour dans son pays natal, il travaille aux studios est-allemands de la DEFA à Babelsberg, d'abord comme assistant réalisateur pour Joris Ivens ou Kurt Maetzig. Il est diplômé en 1955. Son film de fin d'études est un film musical, Einmal ist keinmal (Une fois n'est pas coutume). En 1956 sort son film Genesung (guérison) qui traite du passé allemand récent et se distingue par des flashbacks complexes et de remarquables images en noir et blanc du caméraman Werner Bergmann.
Il s'affirme dès la fin des années 1950, aux côtés de Gerhard Klein, comme l'un des jeunes cinéastes les plus prometteurs de RDA. Son film Étoiles (Sterne), coproduit par la Bulgarie, est particulièrement remarqué en 1959 au Festival de Cannes où il remporte un prix. Il aborde le thème de la persécution des juifs par les nazis, en adaptant la célèbre pièce de son père Friedrich Wolf, Professeur Mamlock (de). Puis au cours des années 1960, qui sont marquées pour le cinéma est-allemand par l’émergence d'une « nouvelle vague » et par la série des censures de 1965-1966, il signe deux œuvres importantes : l'adaptation du premier roman de Christa Wolf, Le Ciel partagé, en 1964, et J'avais 19 ans (1968), basé sur son expérience de soldat de l'Armée rouge en 1945. Il s'agit d'un de ses films les plus personnels, auquel il donnera dix ans plus tard une sorte de complément avec Maman, je suis vivant (1977). À partir de J'avais 19 ans, Konrad Wolf collabore principalement avec le scénariste Wolfgang Kohlhaase.
Dans les années 1970, alors que disparaissent progressivement les espoirs d'une évolution du régime est-allemand, il aborde à plusieurs reprises la question du rôle de l'artiste dans la société. Goya, l'hérétique, tourné en 70 mm, est une grande fresque biographique sur le peintre espagnol et les bouleversements politiques de son temps. Puis, en 1974, Konrad Wolf montre dans L'Homme nu sur le stade les difficultés que rencontre un sculpteur pour faire accepter son œuvre dans l'espace public. Enfin, avec Solo Sunny, en 1980, il brosse le portrait d'une jeune chanteuse de pop éprise de liberté qui peine à trouver sa place parmi les hommes et les musiciens. Ce dernier film de cinéma de Wolf rencontre un grand succès (Renate Krößner est récompensée à la Berlinale 1980). Il entreprend après Solo Sunny la production d'une série documentaire sur le comédien communiste Ernst Busch, mais il meurt prématurément du cancer en mars 1982.

### Vie publique
Konrad Wolf est un des réalisateurs est-allemands les plus connus à l'étranger, notamment pour ses films Étoiles, Goya, et Solo Sunny. Il est une personnalité très respectée en Allemagne démocratique, à la fois pour la sincérité de son engagement et pour son intégrité morale (il a toujours soutenu les cinéastes en délicatesse avec les autorités).
Membre des Jeunesses communistes en URSS, puis du SED à partir de 1952, il a de plus occupé plusieurs fonctions dans l'administration culturelle de RDA, comme la présidence de l'Académie des arts de la RDA de 1965 jusqu'à sa mort en 1982.

## Distinctions et hommages
Le gouvernement de l'URSS lui a décerné de nombreuses décorations pour services rendus pendant la Seconde Guerre mondiale, dont l'ordre de l'Étoile rouge. En 1970, il reçoit l'ordre de la Guerre patriotique, 1er degré.
En 1975, Konrad Wolf est élu citoyen d'honneur de Bernau bei Berlin.
Après sa mort, son nom est donné à l'école de cinéma et de télévision de Babelsberg, à Potsdam.

## Filmographie
- 1936 : Kämpfer (de)
- 1955 : Einmal ist keinmal
- 1956 : Genesung (de)
- 1957 : Lissy
- 1958 : Chercheurs de soleil (Sonnensucher)
- 1959 : Étoiles (Sterne)
- 1960 : Ceux qui ont des ailes (de)[10] (Leute mit Flügeln)
- 1961 : Professeur Mamlock[11] (Professor Mamlock)
- 1964 : Le Ciel partagé[12] (Der Geteilte Himmel)
- 1966 : Le Petit Prince (de) (Der Kleine Prinz) (TV)
- 1968 : J'avais 19 ans (Ich war neunzehn)
- 1971 : Goya, l'hérétique (Goya - oder Der arge Weg der Erkenntnis)
- 1974 : L'Homme nu sur le stade[12] (Der Nackte Mann auf dem Sportplatz)
- 1977 : Maman, je suis vivant[13],[12] (Mama, ich lebe)
- 1980 : Solo Sunny
- 1982 : Busch singt, film collectif composé de six courts métrages documentaires sur la première moitié du XXe siècle.